# Bejaria resinosa
Bejaria resinosa är en ljungväxtart som beskrevs av José Celestino Bruno Mutis och Carl von Linné d.y.. Bejaria resinosa ingår i släktet Bejaria och familjen ljungväxter. Inga underarter finns listade i Catalogue of Life.